# إيليزا بوتير
إيليزا بوتير (بالإنجليزية: Eliza Potter)‏ هي كاتبة سير ذاتية وكاتِبة أمريكية، ولدت في 1820، وتوفيت في 1893.